# Jovan Hranilović
Jovan Hranilović (*  18. Dezember 1855 in Kričke bei Drniš, Österreich-Ungarn, heute Kroatien; † 5. August 1924 in Novi Sad, Königreich Jugoslawien, heute Serbien) war ein jugoslawischer Schriftsteller, Lyriker und griechisch-katholischer Priester des Bistums Križevci.

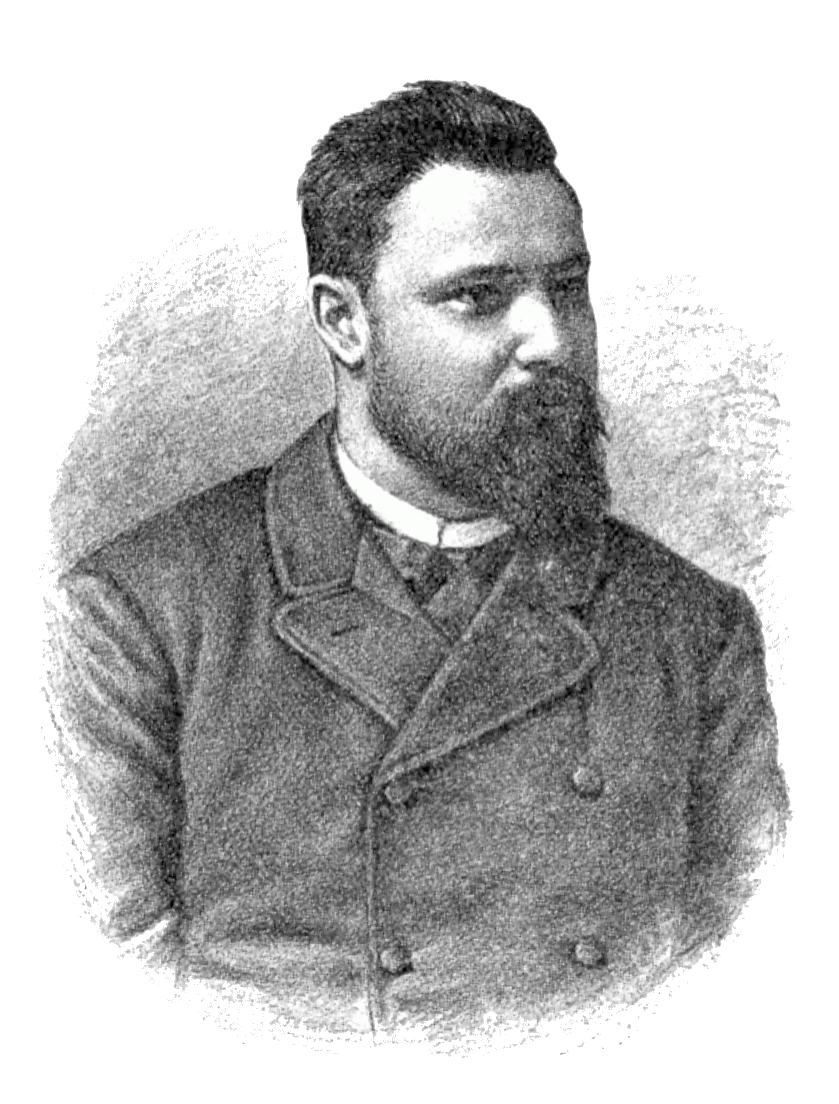
Jovan Hranilović

## Leben
Jovan Hranilović wuchs in früher Kindheit im kroatischen Žumberak auf. Nach dem Tod seines Vaters im Jahre 1864 lebte er mit seiner Mutter zunächst in Križevci, dort beendete er die Grundschule. Seine weitere Schulbildung erfolgte im griechisch-katholischen Konvikt in Zagreb.
Nach seinem Abitur studierte Hranilović in Zagreb und Wien erfolgreich Theologie. Er kehrte im Jahre 1876 nach Križevci zurück wurde zum griechisch-katholischen Priester geweiht. Hranilović wurde unter Bischof Julije Drohobeczky zunächst Sekretär im Bistum Križevci. Als Pfarrer war er pastoral in verschiedenen griechisch-katholischen Kirchengemeinden auf kroatischem Gebiet tätig sowie später in der Vojvodina.

## Werke
Hranilović war der kroatischen Illyrische Bewegung zugeneigt. Als Schriftsteller machten ihn besonders seine lyrischen Gedichte berühmt, unter anderem die im Jahre 1885 veröffentlichten Žumberačke elegije (dt. „Žumberker Elegien“, der Heimat seiner Kindheit gewidmet). Es folgte 1890 die Veröffentlichung der Pjesme svakidanke (dt. „Alltägliche Lieder“) und 1893 veröffentlichte Hranilović die Izabrane pjesme (dt. „Ausgewählte Lieder“). Jovan Hranilović verfasste zudem Novellen und gab Literarkritiken heraus. Er starb im Jahre 1924 in Novi Sad.